# توماس مايكل غرينهاو
كان توماس مايكل غرينهاو، وهو دكتور في الطب وحاصل على عضوية وزمالة في كلية الجراحين الملكية، (5 يوليو 1792 - 25 أكتوبر 1881) جراحًا وعالم أوبئة إنجليزيًا.

## مسيرته المهنية
كان غرينهاو الابن الثاني لإدوارد مارتن غرينهاو، جراح في الجيش من نورث شيلدز. تخرج من كلية الطب في جامعة إدنبرة وأصبح عضوًا في كلية الجراحين الملكية (لندن) في 1814، بعد أن كان طالب جراحة في مستشفيي غاي وسانت توماس في لندن.
قضى غرينهاو معظم حياته العملية في نيوكاسل. سُجل هو وزميله الجراح السير جون فايف في 1827 على أنهما شخصيتان بارزتان في نيوكاسل وغيتسهيد. كان جراحو لندن في ثلاثينيات القرن التاسع عشر يحتفون بابتكارات غرينهاو الجراحية وينشرونها. سجلت ديبريت أن غرينهاو كان زميلًا في كلية الجراحين الملكية بإنجلترا، بعد أن أصبح في 1843 أحد الزملاء الأصليين البالغ عددهم 300.
عمل غرينهاو في جميع مجالات الجراحة وكان لديه اهتمام خاص بطب النساء والتوليد؛ نشر في 1845 روايات مفصلة تصف آراءه عن الوضع النسائي لهارييت مارتينو، التي كانت مريضة لديه وشقيقة زوجته، وكان ذلك مثار جدل.
كان غرينهاو من أوائل المؤسسين الرواد في جامعة درم وأصبح في 1855 محاضرًا في كلية الطب في نيوكاسل، المتصلة بجامعة درم. أسس مع السير جون فايف ما سيصبح لاحقًا مدرسة طب جامعة نيوكاسل. أسس الرجلان أيضًا مستوصف نيوكاسل للعيون. عمل غرينهاو لسنوات متعددة بصفة رئيس الجراحين في مستوصف نيوكاسل، الذي تغيرت تسميته لاحقًا ليصبح مستوصف فيكتوريا الملكي، وكان له دور فعال في توسيعه في خمسينيات القرن التاسع عشر. ودرب جون سنو في أثناء عمله هناك. دعا كل من غرينهاو وسنو إلى استخدام الكلوروفورم عند إجراء العمليات الجراحية الكبرى وأجريا «بحثًا مخصصًا» لإنهاء وباء الكوليرا في لندن. تحدث نجل غرينهاو، الجراح هنري مارتينو غرينهاو، في مجلة ذا لانسيت عن نجاح والده الجراحي الذي يتضمن الكلوروفورم.
أجرى غرينهاو وابن أخيه، الطبيب إدوارد هيدلام غرينهاو، الكثير من الأبحاث في مجالات النظافة الطبية والصحة العامة، ونشرا أوراقًا خلال خمسينيات القرن التاسع عشر تحذر من المزيد من أوبئة الكوليرا الوشيكة. يحتوي أرشيف كلية كينجز لندن على رسالة من 1866 من إدوارد هيدلام غرينهاو تتحدث عن تفشي الكوليرا في 1849 في مانشستر، والتي شارك فيها الرجلان مشاركة كبيرة. تسجل مجلة ذا لانسيت أنه في اجتماع في 1855 لجمعية علم الأوبئة في لندن، رد جون سنو على ورقة تلاها إدوارد هيدلام غرينهاو والتي بين فيها بحث عمه، توماس مايكل غرينهاو، بشأن وباء الكوليرا الذي حصل في 1831-1832 في تينيموث. ألقى توماس غرينهاو في 6 مايو 1856 محاضرة عن هذا الموضوع في مدرسته الأم، مستشفى سانت توماس، حيث كان سنو يعمل بصفة طبيب تخدير. أصبح إدوارد هيدلام غرينهاو في أكتوبر 1856 محاضرًا في الصحة العامة في سانت توماس.
تقاعد توماس غرينهاو واستقر في ليدز في 1860، وتوفي هناك في 25 أكتوبر 1881 في نيوتن هول.

## أسرته
الزوجة الأولى لغرينهاو هي إليزابيث مارتينو (1794-1850)، التي توفيت بسبب إصابتها بمرض السل بعد أن أنجبت أربعة أطفال. وهي ابنة توماس مارتينو وإليزابيث رانكين، من عائلة مارتينو المرموقة والمنخرطة في الحراك الإصلاحي الاجتماعي ومقرها الرئيسي في برمنغهام. من بين أشقاء زوجته الفيلسوف الديني جيمس مارتينو وعالمة الاجتماع والمنظرة السياسية هارييت مارتينو.
وُلدت ابنة غرينهاو الأولى والوحيدة، فرانسيس، في 1821. تزوجت من عائلة لوبتون في ليدز، من مصنعي الصوف الأثرياء والتوحيديين، وهم فرع من المنشقين الإنجليز. عملت على توفير الفرص التعليمية للنساء، والأهم من ذلك، وصولهن إلى الجامعات. كانت الابنة الأولى لابنها الأكبر أوليف كريستيانا ميدلتون (اسمها عند الولادة لوبتون)، الجدة الكبرى لكاثرين أميرة ويلز.
توفي ابن غرينهاو الأول وطفله الثاني، إدوارد ميدوز غرينهاو (1822-1840) عن عمر يناهز 18 عامًا. تبع ابنه الثاني، هنري مارتينو غرينهاو (1829-1912)، خطا والده في الطب. درس في كلية لندن الجامعية، وأصبح عضوًا في كلية الجراحين الملكية بإنجلترا بحلول 1854. انضم إلى الخدمات الطبية الهندية وقضى حياته المهنية بأكملها في الهند البريطانية، وترقى إلى رتبة رائد جراح.
حصل ابن غرينهاو الثالث والأصغر، القاضي ويليام توماس غرينهاو (1831-1921) على بكالوريوس في القانون من سومرست هاوس في كلية كينجز لندن في 1853.
تزوج غرينهاو من زوجته الثانية آن (1812-1905)، ابنة ويليام لوبتون، وهو والد زوجة ابنة غرينهاو فرانسيس لوبتون، في 1854 في كنيسة ميل هيل في ليدز.